# Dan Olaru
Dan Olaru (n. 11 noiembrie 1996, Chișinău, Republica Moldova) este un arcaș din Republica Moldova.
A reprezentat țara la Jocurile Olimpice de vară din 2012, participând la proba de individual masculin. Dan Olaru a fost cel mai tânăr sportiv din lotul național și portdrapelul Moldovei la cea de-a XXX-a ediție a Jocurilor Olimpice. La ai săi 15 ani, pe atunci, Dan Olaru l-a învins pe arcașul american, Jake Kaminschi și pe britanicul în vârstă de 38 de ani, Terry Simon, stabilind un record național cu 654 de puncte obținute la Londra 2012.
Alături de Alexandra Mîrca, a fost portdrapelul Republicii Moldova la festivitatea de deschidere a Jocurilor Olimpice de la Tokio. La Jocurile Olimpice de la Paris din 2024 ei au purtat din nou drapelul Republicii Moldova.

## Palmares
- 2016: campion european la dublu mixt alături de Alexandra Mîrca[8]
- 2017: vicecampion european la individual[9]
- 2018: vicecampion european la individual[10]
- 2019: argint la Cupa Mondială de la Berlin la dublu mixt alături de Alexandra Mîrca[11]
- 2023: locul 4 la Jocurile Europene atât la individual, cât și la dublu mixt alături de Alexandra Mîrca[12]